# Steyr Traktoren
Steyr Traktoren è il marchio con cui dal 1947 è conosciuta la produzione di trattori agricoli della Steyr-Daimler-Puch e dal 2013 è un marchio autonomo del gruppo CNH Industrial. Dal 1990 al 1999 è stata anche un'azienda autonoma.

## Storia

Logo fino al 2007

La costruzione di trattori agricoli da parte del conglomerato austriaco Steyr-Daimler-Puch iniziò nel 1947, il primo modello prodotto industrialmente fu lo Steyr 180 che poteva raggiungere una velocità vicina ai 40 km/h. Due anni dopo, nel 1949, iniziò la produzione dello Steyr 80, di cui vennero prodotti più di 45.000 esemplari.

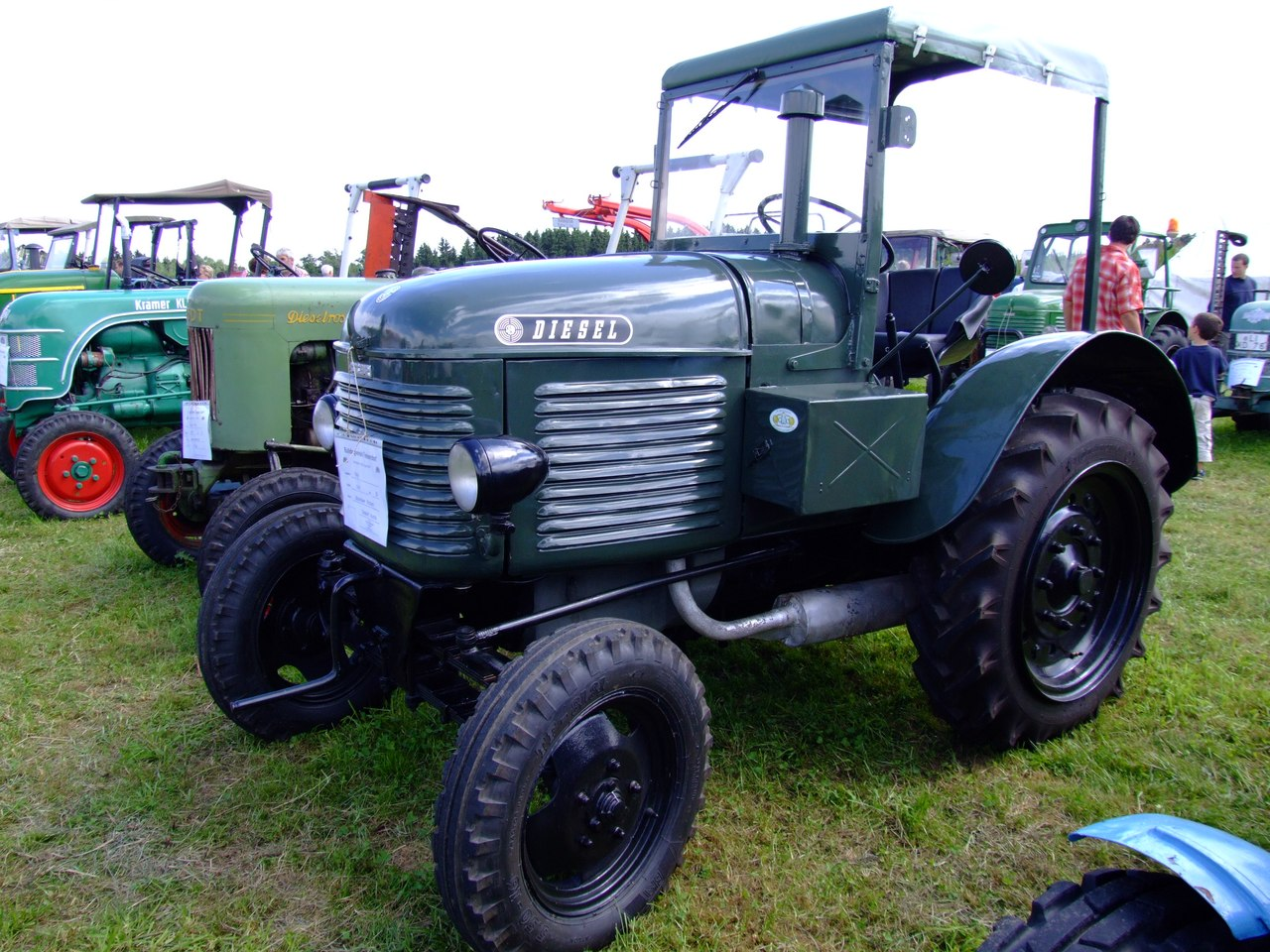
Steyr 180

Dalla seconda metà del XX secolo l'azienda presentò alcuni nuovi modelli: lo Steyr 80 e in seguito lo Steyr 80S a carreggiata stretta, lo Steyr 280 e lo Steyr 185, del quale vennero progettate varie versioni poi prodotte in migliaia di esemplari. Le vendite crebbero sino al record del 1965, quando venne venduto il 160.000 esemplare di trattore della storia Steyr. Altri modelli degni di nota furono la prima trincia-caricatrice semovente Steyr 8300, la Serie 9000, la Serie M9000 e la Serie M9100.

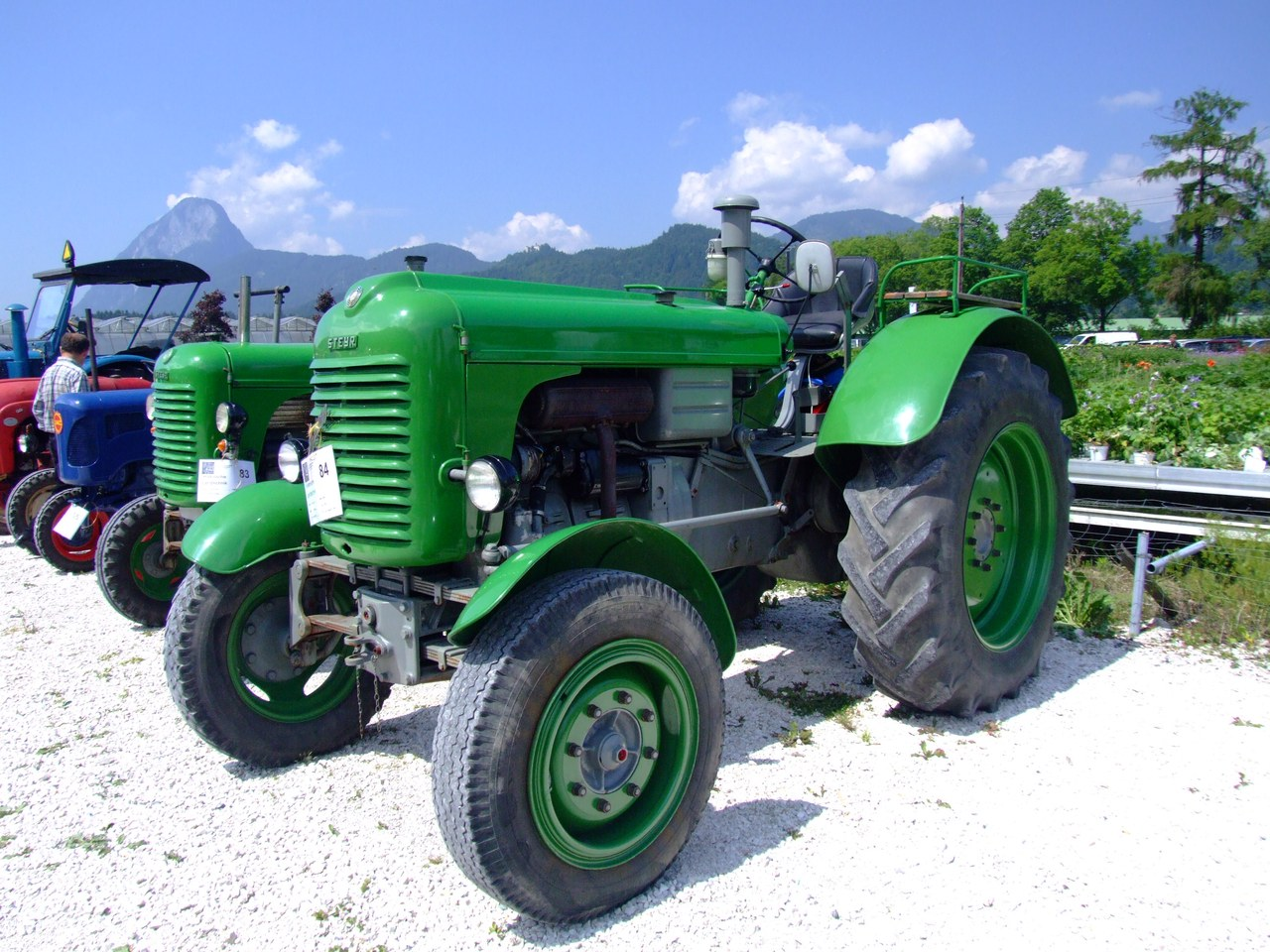
Steyr 280

In una riorganizzazione della Steyr-Daimler-Puch, nel 1990 le divisioni dei trattori e dei macchinari agricoli diventano un'azienda autonoma, la Steyr Landmaschinentechnik GmbH con sede a Sankt Valentin. 
Pochi anni dopo, nel 1996, viene acquisita dalla Case Corporation all'epoca della Tenneco che la rinomina Case-Steyr Landmaschinentechnik.
A questa operazione seguì la messa in commercio di vari modelli, come quelli della Serie M900, dotati di motori Perkins e Sisu, gli Steyr Serie CVT100, i Case IH CVX100 e la Serie CVT6100.
Con l'acquisto della Case da parte del Gruppo Fiat, dal 1999 sono terminate le operazioni come azienda autonoma ed è entrata a far parte dapprima di CNH Global e in seguito di CNH Industrial unitamente ai marchi New Holland Agriculture e Case IH.
Nel 2005 è stata pubblicizzata la realizzazione del 500.000 trattore a marchio Steyr.
Nel 2007 il logo è cambiato, il marchio con la Fadenkreuz è rimasto così solo per la produzione di armi della Steyr Mannlicher.

## Modelli prodotti
- 180 (1947)
- 80 (1949)
- 80A (1950)
- 80S (1951)
- 280 (1952)
- 185 - 185A (1955)

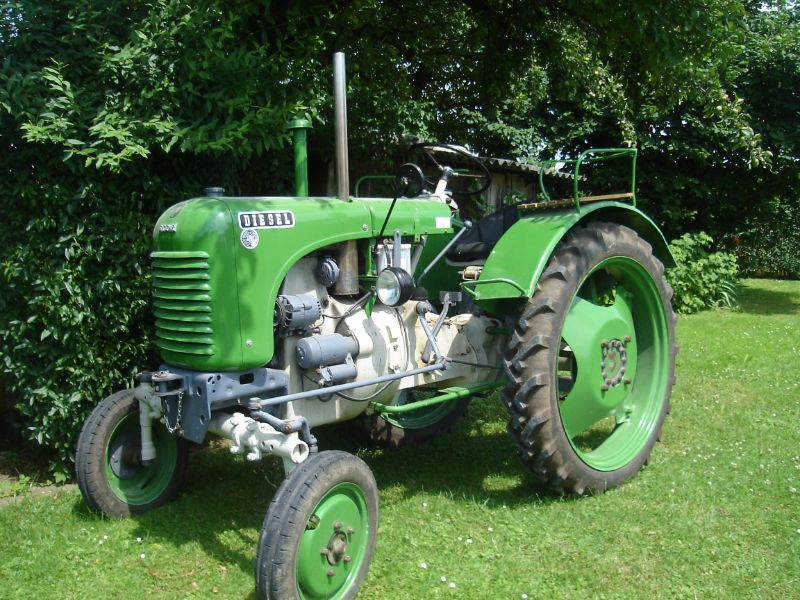
Steyr 80a

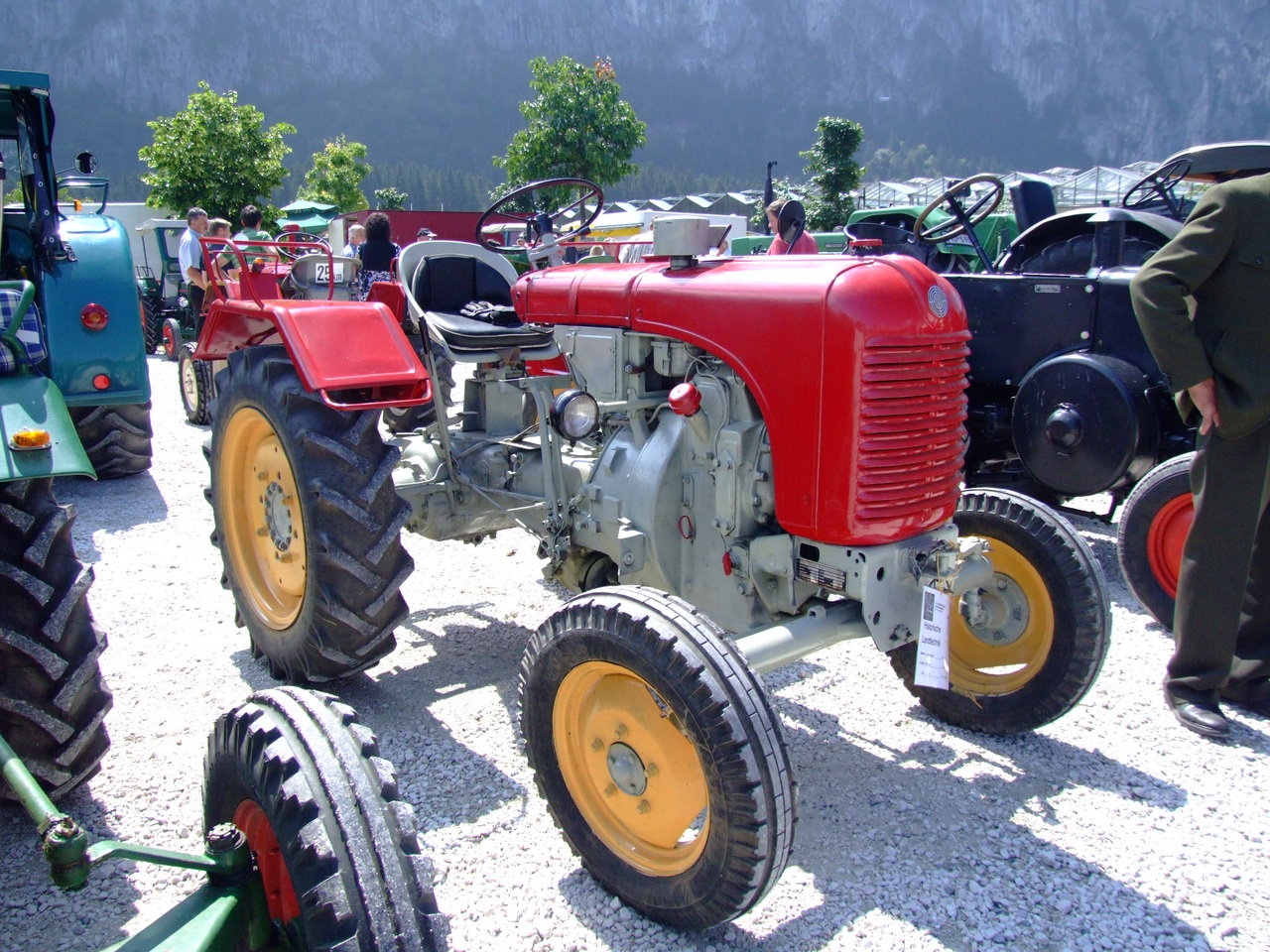
Steyr 84e

- 182 - 84 - 80W - Rowcrop prototipo (1956)
- 84E 18PS (1959)
- 188 (1960)
- 288 (1962)
- 86 - 86S - 86E - 190 (1964)
- 190S (1965)
- 290 (1966)
- 430N (1967)
- 430 - 540 - 650 (1969)
- 545 - 760 - 870 - 980 - 1090 - 1100 - 1200 (1971)
- Serie 8 (1977)
- Serie 8100 (1980)
- Trinciacaricatrice 8300 (1982)
- Serie 8000 (1984)
- Serie 8100 - Trinciacaricatrice 8320 (1987)
- Serie 8005 (1988)
- Serie 900 (1992)
- Serie 9000 (1993)
- Serie M9000 (1994)
- Serie M9100 (1995)
- Serie M900 (1996)
- Serie CVT100 (2000)
- Serie CVT6100 (2003)

## Gamma odierna
- Serie Kompakt (65-97CV)
- Serie 9005 MT (86-101CV)
- Serie Profi (112-152CV)
- Serie CVT (141-230CV)
- Serie Terrus CVT (288, 313 CV)